# 下室町
下室町（しもむろちょう）は、愛知県豊田市の地名。

## 地理
西は力石町、南は中金町、北は東広瀬町に接する。

### 字一覧
- 後ケ洞（あとがぼら）[WEB 6]
- 前洞西（まえぼらにし）[WEB 6]
- 前洞東（まえぼらひがし）[WEB 6]
- 室口（むろぐち）[WEB 6]

## 歴史

### 人口の変遷
国勢調査による人口および世帯数の推移。
| 1995年（平成7年）  | 11世帯 60人 |  |
| 2000年（平成12年） | 11世帯 61人 |  |
| 2005年（平成17年） | 12世帯 53人 |  |
| 2010年（平成22年） | 13世帯 56人 |  |
| 2015年（平成27年） | 13世帯 41人 |  |
| 2020年（令和2年）  | 12世帯 35人 |  |

### 沿革
- 1957年（昭和32年） - 猿投町大字石下瀬の一部により、同町大字下室として成立[2]。
- 1967年（昭和42年） - 合併に伴い、豊田市大字大字下室となる[2]。
- 1970年（昭和45年） - 豊田市下室町となる[2]。

## 交通
- 豊田市石野地域バス 下室町停留所

## 施設
- 神明社[1]

### WEB
1. ↑  “愛知県豊田市の町丁・字一覧”.   人口統計ラボ. 2024年2月26日閲覧。
2. 1 2  総務省統計局 (2022年2月10日). “令和2年国勢調査の調査結果(e-Stat) - 男女別人口，外国人人口及び世帯数－町丁・字等” (CSV). 2023年8月2日閲覧。
3. ↑  “読み仮名データの促音・拗音を小書きで表記するもの(zip形式) 愛知県” (zip).   日本郵便 (2024年2月29日). 2024年3月26日閲覧。
4. ↑  “市外局番の一覧” (PDF).   総務省 (2022年3月1日). 2022年3月22日閲覧。
5. ↑  “ナンバープレートについて”.   一般社団法人愛知県自動車会議所. 2024年1月21日閲覧。
6. 1 2 3 4  “愛知県豊田市下室町の住所一覧”.   ゼンリン. 2024年4月2日閲覧。
7. ↑  総務省統計局 (2014年3月28日). “平成7年国勢調査の調査結果(e-Stat) - 男女別人口及び世帯数 －町丁・字等” (CSV). 2021年7月20日閲覧。
8. ↑  総務省統計局 (2014年5月30日). “平成12年国勢調査の調査結果(e-Stat) - 男女別人口及び世帯数 －町丁・字等” (CSV). 2021年7月20日閲覧。
9. ↑  総務省統計局 (2014年6月27日). “平成17年国勢調査の調査結果(e-Stat) - 男女別人口及び世帯数 －町丁・字等” (CSV). 2021年7月21日閲覧。
10. ↑  総務省統計局 (2012年1月20日). “平成22年国勢調査の調査結果(e-Stat) - 男女別人口及び世帯数 －町丁・字等” (CSV). 2021年7月21日閲覧。
11. ↑  総務省統計局 (2017年1月27日). “平成27年国勢調査の調査結果(e-Stat) - 男女別人口及び世帯数 －町丁・字等” (CSV). 2021年7月21日閲覧。

### 書籍
1. 1 2  「角川日本地名大辞典」編纂委員会 1989, p. 1767.
2. 1 2 3  「角川日本地名大辞典」編纂委員会 1989, p. 677.